# هیو سوم
هیو سوم قبرس (انگلیسی: Hugh III of Cyprus؛ 1235 – ۲۴ مارس ۱۲۸۴)، پادشاه قبرس و پادشاه اورشلیم در بین سال‌های ۱۲۶۸ تا ۱۲۸۴ میلادی بود.